# Chadiza
Chadiza è un ward dello Zambia, parte della Provincia Orientale e capoluogo del distretto omonimo.